# カトリック上神崎教会
カトリック上神崎教会（カトリックかみこうざききょうかい）は、長崎県平戸市にある、キリスト教（カトリック）の聖堂。

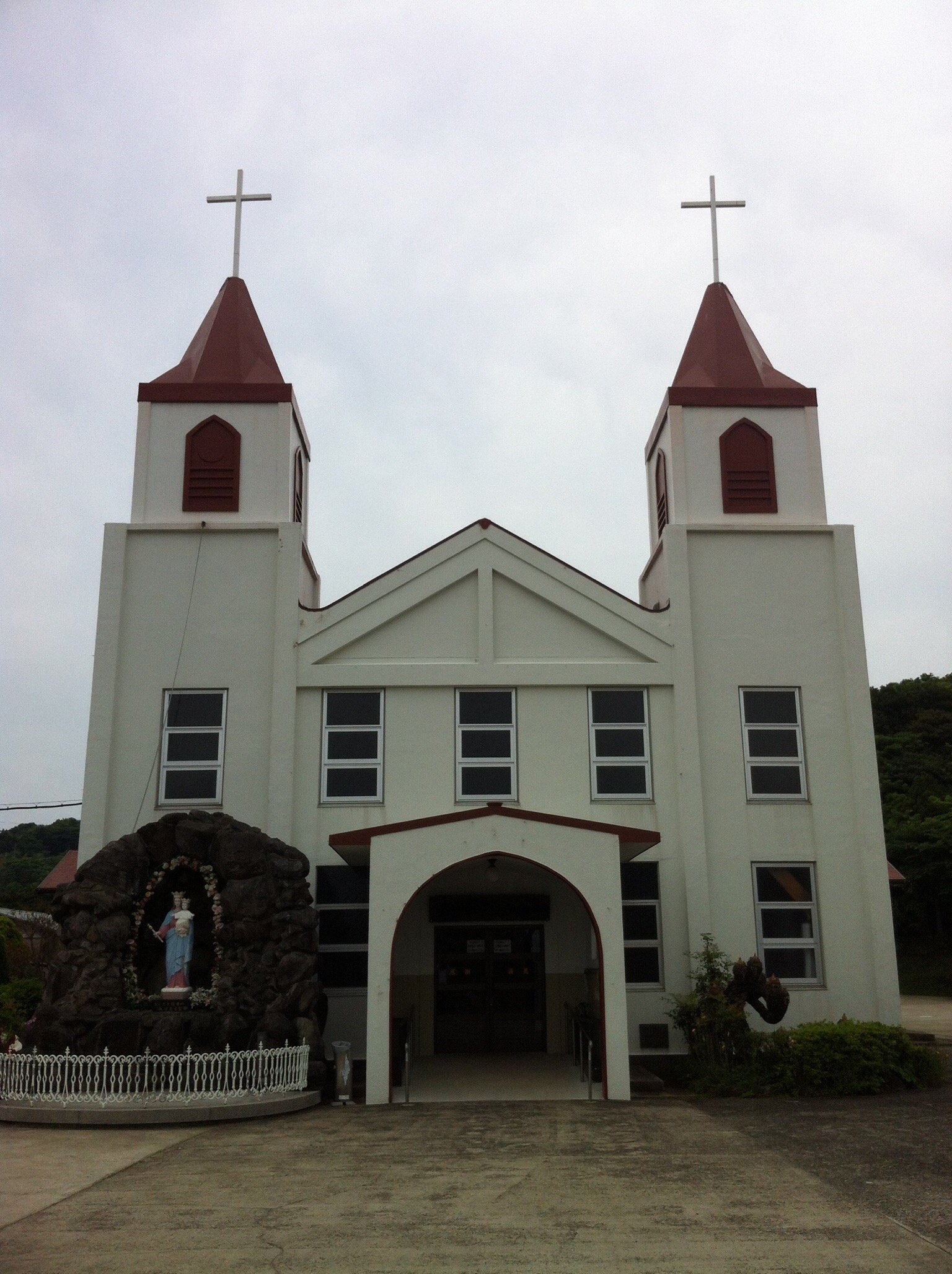
1969年から2012年まで使用された二代目聖堂

## 沿革
- 1880年、黒島から信徒6家族が小舟で泊ノ浦（現在の田ノ浦温泉海岸）に上陸したのが、当教会の始まりといわれている[1]。
- その後1883年、上五島から信徒が移動を始め、1891年、潮ノ浦に初代聖堂を建立した[1][2]。
- 1969年、白岳中腹に双塔を持つ二代目聖堂を建立。[1][3]7月14日に里脇大司教によって祝別され、同時に平戸小教区から分離、上神崎小教区として独立した[1]。
- 二代目聖堂は度重なる雨漏り対策に追われたため[3]、2012年をもって解体。
- 2014年6月1日に六角形の現聖堂が献堂[2][3]。同時に教会の守護者を聖フランシスコ・ザビエルから日本の信徒発見の聖母に変更[3]。